# Тодо Куртовић
Тодор Тодо Куртовић (Зачула, код Требиња, 10. мај 1919 — Сарајево, 28. новембар 1997) био је учесник Народноослободилачке борбе и друштвено-политички радник СР Босне и Херцеговине и СФР Југославије.

## Биографија
Рођен је у селу Зачула, у требињском срезу. Основну школу је завршио у родном месту, а гимназију у Требињу.
Учесник је Народноослободилачке борбе и члан Комунистичке партије Југославије (КПЈ) од 1941. године.
Након завршетка Другог светског рата био је секретар Окружног комитета КПЈ за јужну Херцеговину и секретар Среског комитета КПЈ за Требиње. Године 1946. и 1950. биран је за народног посланика Народне скупштине НР Босне и Херцеговине, а 1953. за народног посланика Савезне народне скупштине. Налазио се на дужности секретара Народне скупштине НР Босне и Херцеговине. Завршио је Вишу партијску школу „Ђуро Ђаковић” у Београду.
Потом се налазио на дужности секретара Окружног комитета СКБиХ за Херцеговину, председника Пољопривредне коморе НР Босне и Херцеговине, члана и председника Главног одбора Социјалистичког савеза радног народа Босне и Херцеговине, потпредседника Извршног већа Скупштине СР Босне и Херцеговине (1967—1969). У Савезној конференцији Социјалистичког савеза радног народа Југославије (ССРНЈ) налазио се најпре на дужности секретара, а потом и председника од 1977. до 1981. године.
Биран је за члана Централног комитета Савеза комуниста Босне и Херцеговине и Централног комитета Савеза комуниста Југославије, члана Извршног бироа ЦК СКЈ, члана Председништва ЦК СКЈ и секретара Извршног бироа Председништва ЦК СКЈ.
Крајем 1980-их разрешен је чланства у Савету федерације због афере са градњом функционерских вила у Неуму.
Умро је 28. новембра 1997. у Сарајеву.
Носилац је Партизанске споменице 1941. и других југословенских одликовања, међу којима су — Орден заслуга за народ првог реда, Орден заслуга за народ другог реда, Орден братства и јединства другог реда, Орден за храброст и др.